# 兰森姆县
蘭森姆县（英語：Ransom County）是位於美國北達科他州北部的一個縣，北鄰加拿大馬尼托巴。面積2,238平方公里。根據美國2000年人口普查，共有人口5,890人。縣治里斯本。
成立於1873年1月4日，縣政府成立於1884年4月4日。縣名來自蘭森姆堡 （紀念美國內戰時期的軍官湯瑪斯·E·G·蘭森姆准將）。